# Дворец игровых видов спорта (Екатеринбург)

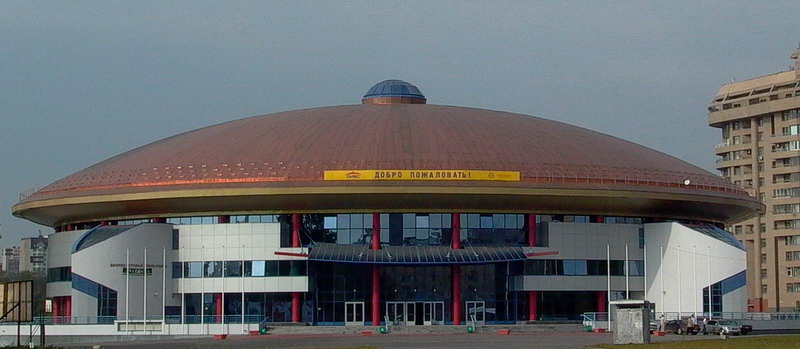
Здание в начале 2000-х годов

Памятник команде «Уралочка» и Н. В. Карполю около входа

Дворец игровых видов спорта «Уралочка» (ДИВС) — спортивный комплекс в центральной части Екатеринбурга, расположенный на берегу городского пруда.
Вместимость главной арены составляет 5000 зрителей. В комплексе проводятся соревнования по волейболу, баскетболу, индор-хоккею и мини-футболу. Также периодически проводятся соревнования по различным видам единоборств, спортивной и художественной гимнастике, спортивным танцам и теннису. Помимо спортивных мероприятий ДИВС используется в качестве концертной площадки. Рядом с зданием находится вход на станцию метро «Динамо»

## История строительства
Необходимость строительства в Екатеринбурге подобного дворца большой вместимости сформировалась давно, потому что ледовый Дворец спорта профсоюзов, одновременно принимавший соревнования по баскетболу и мини-футболу, был перегружен и нуждался в реконструкции, а прочие крытые спортивные залы города имели вместимость не более 1000 зрителей.
5 июня 2001 года при участии губернатора Свердловской области Эдуарда Росселя состоялась церемония символической закладки «первого камня» в основание будущего дворца. Строительство осуществляла австрийская компания «Э. Фурман Баугезельшафт мБх». Дворец был построен достаточно быстро для сооружения такого масштаба — всего за два года.
11 июня 2003 года состоялось торжественное открытие первой очереди ДИВСа, приуроченное к началу первого международного турнира по волейболу на Кубок Бориса Ельцина, который впоследствии стал традиционным и проводится ежегодно в июне месяце. Гостями первого для ДИВСа турнира были председатель Госкомспорта Вячеслав Фетисов, а также сам Ельцин со своей супругой Наиной.

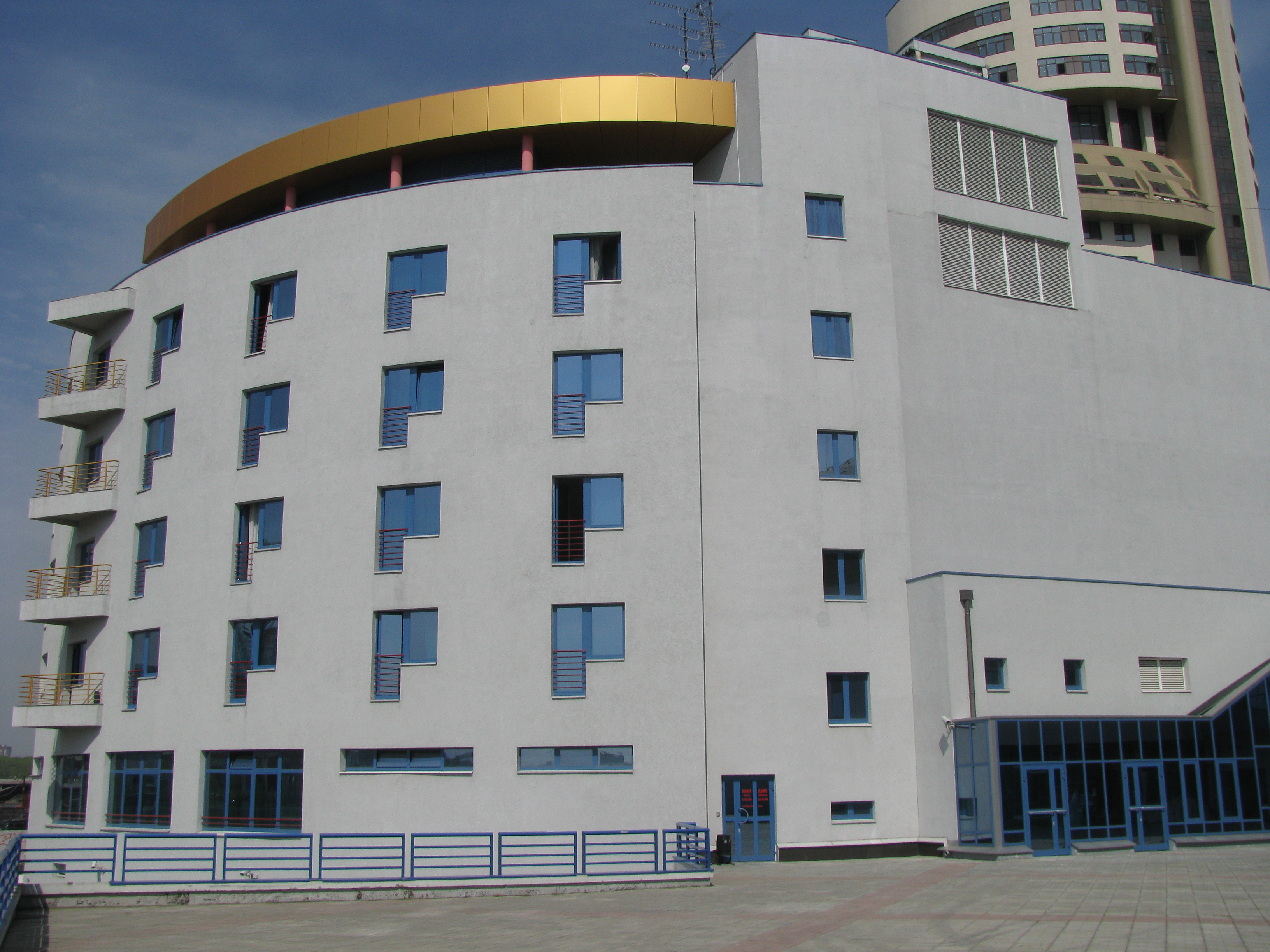
ДИВС-Отель с тренировочным залом

Параллельно с функционированием первой очереди велось строительство второй (блока «Б»). Открытие второй очереди дворца состоялось в июле 2006 года, в неё вошли:
- второй (тренировочный) зал для игровых видов спорта
- тренажёрный зал
- восстановительный центр для спортсменов
  - массажный зал
  - сауна
  - солярий
- пресс-центр
- гостиница на 48 мест
- кафе
- административный корпус

Общая площадь административно-тренировочного комплекса составила порядка восьми тысяч квадратных метров. После введения блока «Б» ДИВС стал полноценным спортивным комплексом с развитой инфраструктурой, способным принимать самые крупные российские и международные соревнования.

## Технические характеристики

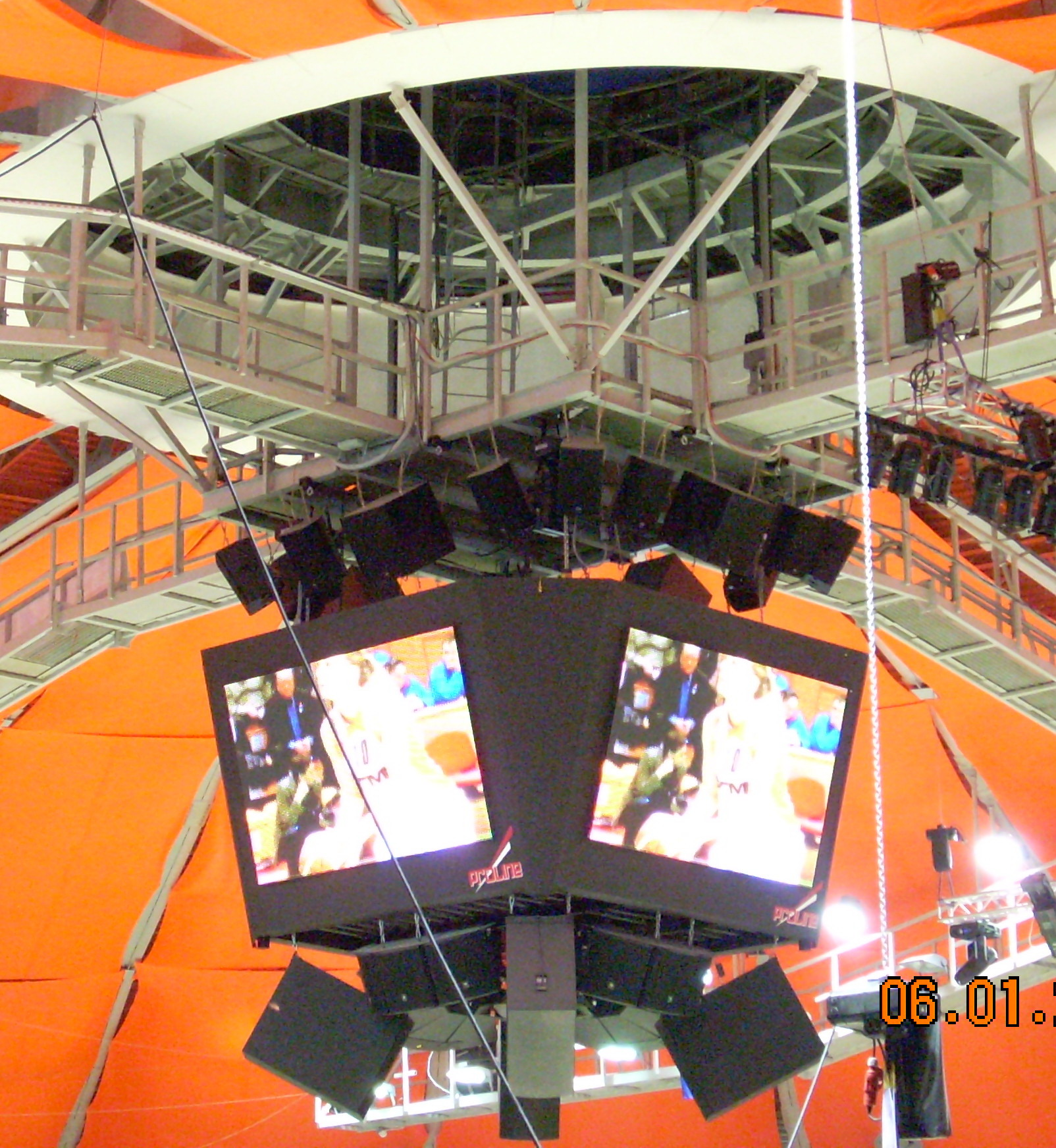
Медиа-куб

Здание построено по уникальному проекту, которому нет аналогов в России; купол дворца представляет собой эллипс с осями 68 и 84 метра, высота всего здания — 29,2 м, высота зрительного зала — 21 м.
Общая площадь спорткомплекса составляет 20 898 м². Главный игровой зал ДИВСа — самый большой в Урало-Сибирском регионе, его площадь составляет 1720 м².
Площадь игрового поля — 1004 м².
Трибуны главного зала рассчитаны на 5000 зрителей.
Всего в зале установлены шесть табло: два боковых, а также многофункциональный медиа-куб под куполом. Вдоль игрового поля расположено электронное табло, использующееся для демонстрации рекламы.

## Спортивные клубы

Во время игры «УГМК»

В качестве основной площадки ДИВС используется следующими спортивными клубами:
- Мини-футбольный клуб «Синара»
- Женский баскетбольный клуб УГМК
- Мужской баскетбольный клуб «Уралмаш»

В качестве периодической площадки ДИВС используется следующими спортивными клубами:
- Женский волейбольный клуб «Уралочка-НТМК»
- Мужской волейбольный клуб «Локомотив-Изумруд»

## Спортивные соревнования
С самого момента открытия ДИВС стал местом проведения крупных российских и международных чемпионатов.

### Регулярные
- Международный турнир по волейболу среди женских сборных команд на Кубок Бориса Ельцина (проводится в июне, начиная с 2003 года)
- Международный турнир по спортивным бальным танцам «Кубок „Европа-Азия“» (проводится в ноябре — декабре, начиная с 2004 года)
- Международный турнир по каратэ «Малахитовый пояс» (проводится в ноябре — декабре, начиная с 2004 года)
- Кубок России по тхэквондо (проводится в ноябре[2][3][4][5][6][7][8])
- Международный турнир по мини-футболу «Кубок Финпромко» (с 2007 года)
- Предсезонный мини-футбольный турнир «Кубок Урала»

### Прочие

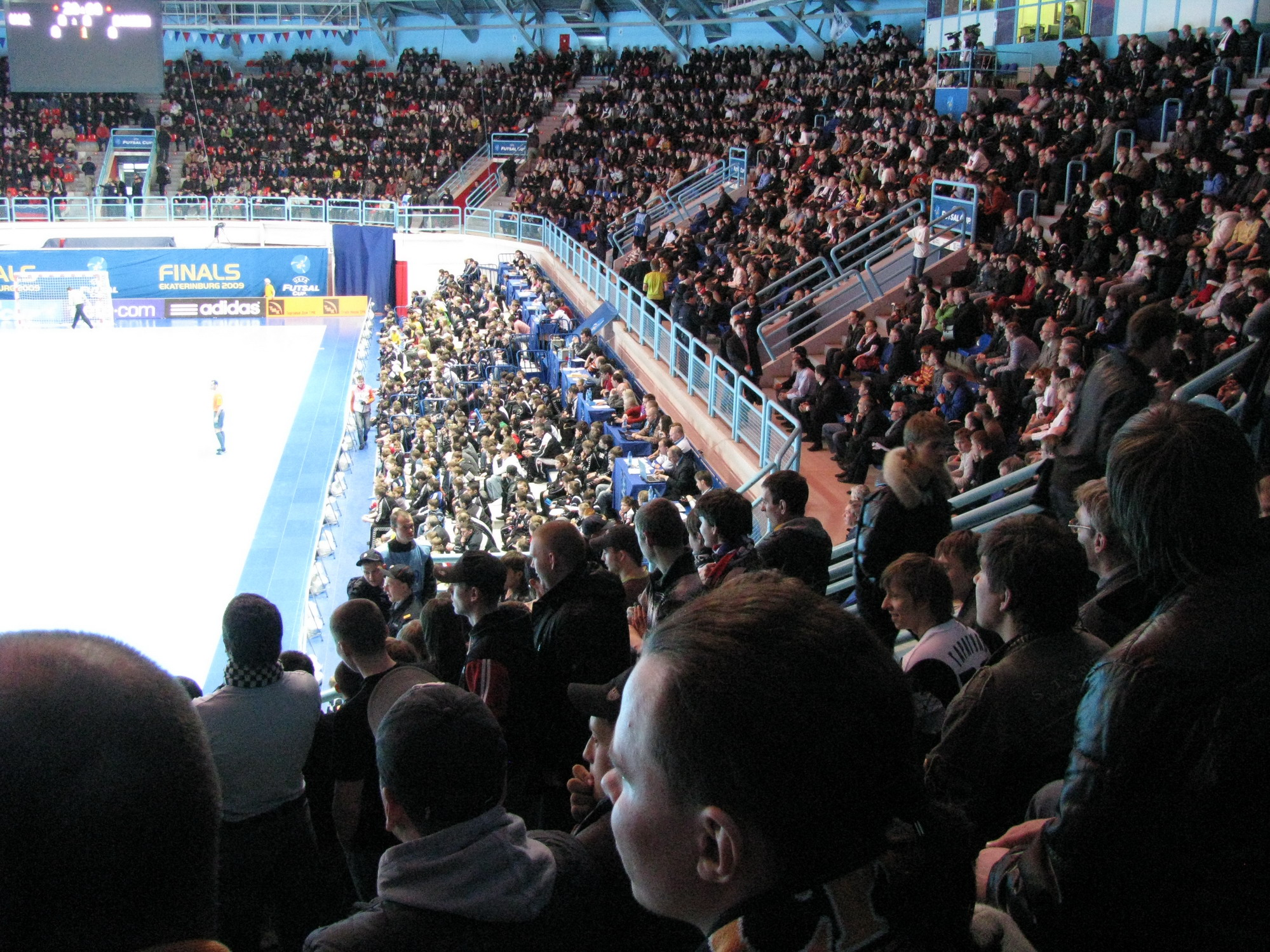
Во время матча Кубка УЕФА

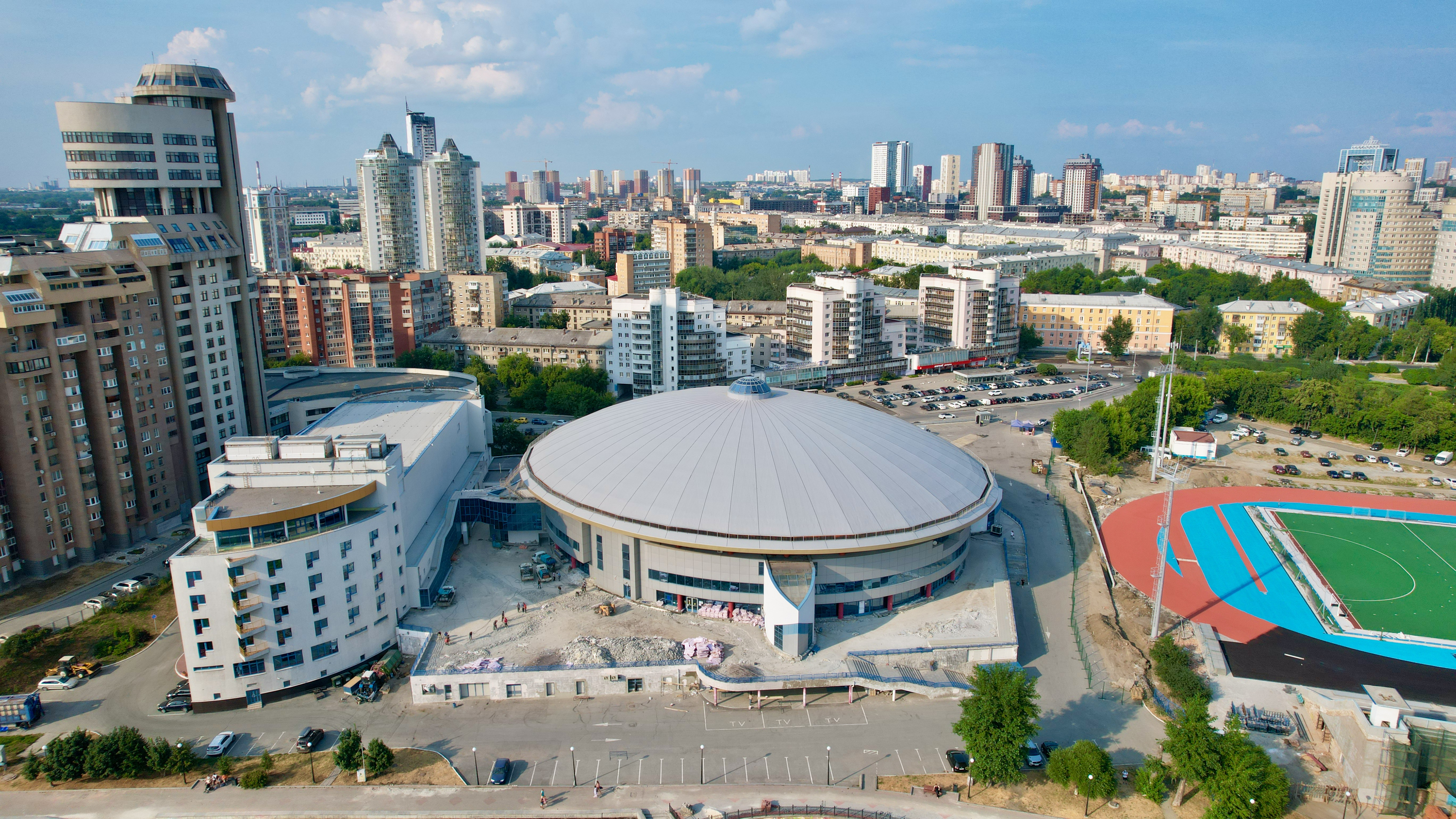
Ремонт в 2022 году

- Финал четырёх Кубка Европейских чемпионов по индорхоккею (январь 2005 года)
- Финал четырёх Кубка России по баскетболу среди женских команд (февраль 2005, март 2006, январь 2011, март 2012)
- Чемпионат Европы по скалолазанию (июль 2006 года)
- Матчи сборной России в рамках Мировой Лиги по волейболу (август 2006, июнь 2010)
- Пять чемпионских боёв в рамках международного турнира по боксу (декабрь 2006 года)
- Игры группового раунда Кубка УЕФА по мини-футболу (октябрь 2007, ноябрь 2008, ноябрь 2010)
- Финальный турнир Мировой Лиги по баскетболу среди женщин (октябрь 2007)
- Финал восьми Кубка России по баскетболу среди женских команд (март 2008, март 2009)
- Финал четырёх Кубка УЕФА по мини-футболу (апрель 2009)
- Международный турнир по борьбе куреш «Кубок Урала» (30-31 мая 2009 года, в рамках саммита ШОС)[9]
- Матч звёзд мужского чемпионата России по волейболу (30-31 января 2010 года)
- Товарищеский матч памяти Константина Ерёменко между мини-футбольными сборными России и Бразилии 17 января 2011 года
- Финал четырёх женской баскетбольной Евролиги (8-10 апреля 2011 года)
- Финал восьми женской баскетбольной Евролиги (18-24 марта 2013 года)
- Этап мирового гран-при по волейболу среди женских сборных команд (9-11 августа 2013 года)
- Финал восьми женской баскетбольной Евролиги (7-13 апреля 2014 года)
- Финал шести чемпионата России по волейболу среди мужчин (26-30 апреля 2014 года)
- Финал международной студенческой олимпиады по программированию ACM ICPC (21—26 июня 2014 года)[10]

## Награды и достижения
Дворец игровых видов спорта «Уралочка» является членом Ассоциации предприятий спортивной индустрии России (АПСИ).
Награды:
- «Лучшее спортивное сооружение России-2004»
- «Лучшее спортивное сооружение России-2005»
- «Лучшее спортивное сооружение России-2006»
- Гран-При конкурса «Успешные спортивные учреждения», 2006.
- 20 марта 2009 года директор СОГУ «Дворец игровых видов спорта» Геннадий Севастьянов получил орден «За заслуги перед Отечеством» II степени[13].